# Australomimetus
Australomimetus là một chi nhện trong họ Mimetidae.